# 营指挥员 (军衔)
营指挥员（俄語： комбат）是1918-1935年间，苏联红军中的一个军衔。当时，该军衔大致相当于上尉。俄罗斯民谣摇滚乐队柳拜乐队于1995年在卫国战争胜利50周年纪念之际发行了二战题材歌曲《营指挥员》。